# Troglosiro longifossa
Espèce
Troglosiro longifossa est une espèce d'opilions cyphophthalmes de la famille des Troglosironidae.

## Distribution
Cette espèce est endémique de Nouvelle-Calédonie. Elle se rencontre vers Port Boisé.

## Description
Le mâle holotype mesure 1,86 mm et la femelle paratype 1,81 mm.

## Publication originale
- Sharma & Giribet, 2005 : « A new Troglosiro species (Opiliones, Cyphophthalmi, Troglosironidae) from New Caledonia. » Zootaxa, no 1053, p. 47–60.